# Zoë Baker
Zoë Baker (Eckington (Derbyshire), 26 februari 1976) is een Nieuw-Zeelandse zwemster, die gespecialiseerd is in de 50 m schoolslag. Tot januari 2005 kwam ze bij internationale wedstrijden uit voor de Groot-Brittannië. Ze won diverse medailles bij grote kampioenschappen. Ook had ze het wereldrecord en Europees record in handen op de 50 meter schoolslag lange baan. Haar grootste prestaties zijn het behalen van de Europese titel korte baan en de Gemenebesttitel lange baan op de 50 m schoolslag in respectievelijk 1999 en 2002.

## Titels
- Gemenebestkampioene 50 m schoolslag (lange baan) - 2002
- Europees kampioene 50 m schoolslag (korte baan) - 1999

## Onderscheidingen
- Nieuw-Zeelands zwemster van het jaar - 2005
- Canterbury zwemster van het jaar - 2006

## Records
| Onderdeel                    | Record  | Tijd  | Datum         | Plaats     |
| ---------------------------- | ------- | ----- | ------------- | ---------- |
| 50 m schoolslag (lange baan) | WR + ER | 30,57 | 30 juli 2002  | Manchester |
| 50 m schoolslag (lange baan) | ER      | 31,03 | 30 juli 2002  | Manchester |
| 50 m schoolslag (lange baan) | ER      | 31,04 | 10 april 2002 | Manchester |
| 50 m schoolslag (lange baan) | ER      | 31,23 | 26 juli 2001  | Fukuoka    |
| 50 m schoolslag (lange baan) | ER      | 31,43 | 29 juli 1999  | Istanboel  |
| 50 m schoolslag (lange baan) | ER      | 31,52 | 8 juli 1999   | Sheffield  |

## Palmares

### 50 m schoolslag
korte baan
- 1999:  EK - 31,40
- 1999: 7e WK - 31.55
- 2000: 8e WK - 32,06
- 2002:  WK - 30,56
- 2006: 6e WK - 30,75

lange baan
- 1999:  EK - 31,53
- 2000:  EK - 32,00
- 2001:  WK - 31,40
- 2002:  Gemenebestspelen - 30,60
- 2003:  WK - 31,37
- 2005: 5e WK - 31,43
- 2006: 4e Gemenebestspelen - 31,45
- 2007: 6e WK - 31,79

### 100 m schoolslag
lange baan
- 1999: 7e EK - 1.09,43

### 4 × 50 m wisselslag
korte baan
- 1999:  EK - 1.51,64

### 4 × 100 m wisselslag
lange baan
- 1999:  EK - 4.09,18